# Ghiocel
Ghiocel – wieś w Rumunii, w okręgu Prahova, w gminie Podenii Noi. W 2011 roku liczyła 296 mieszkańców.